# Garde de la porte

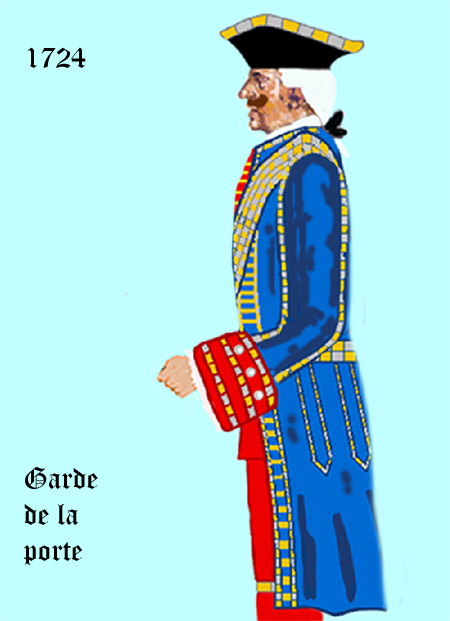
Garde – normale Uniform

Die Gardes de la porte (übersetzt heißt es etwa Türwache) waren ein Verband in der Garde (Maison militaire du roi) des Königs von Frankreich.  Die Ursprünge gehen bis in das ausgehende Mittelalter zurück, womit sie zu den ältesten Gardeformationen überhaupt zählt. Sie bestand aus einer Kompanie in Stärke von etwa 50 Mann, der unter Ludwig XV. vier Lieutenants und ein (Capitaine) vorgesetzt waren. Der gewöhnliche Gardist führte den Rang eines Sous-lieutenant, die „Lieutenants“ den von Capitaines und der „Capitaine“ den eines Colonel in der Infanterie. Für gewöhnlich wurde der Hauptmann der Garde als „Capitaine-colonel des gardes de la porte“ tituliert. Es handelte sich um eine der so genannten Prunkgarden und war kein Verband, der zu militärischen Aktionen (wie zum Beispiel die Schweizergarde) in der Lage gewesen wäre.
Aufgabe der Gardes de la porte war die Bewachung der inneren Türen in den Schlössern und Residenzen, in denen sich der König gerade aufhielt. Der Dienst dauerte von 6 Uhr morgens bis 6 Uhr abends, danach übergaben sie die Verantwortung und die Schlüssel zu den königlichen Wohnräumen an einen Offizier der „Gardes éccossais“ (Schottische Garde), die wiederum ein Teil der Garde du corps war.
Sie trugen eine blaue, reichlich mit Gold- und Silbertressen versehene Uniform im Stil des 17. Jahrhunderts. Zur Uniform gehörten rote Strümpfe mit gold/silberfarbenen Strumpfbändern und Schuhe mit vergoldeten Schnallen. Die Bewaffnung bestand aus einem Stichdegen, die Gardisten führten dazu eine Muskete.
Die Bezahlung war für die damalige Zeit außergewöhnlich, so erhielt der gemeine Gardist ein jährliches Salär von nicht unter 150 Livres.
Die Insignien der „Gardes de la porte“ waren zwei gekreuzte, silberne Schlüssel.
Am 30. September 1787 wurde die Kompanie im Zuge von Reformbemühungen, zusammen mit den Chevau-légers, den Gendarmes de la garde und der Gendarmerie, per Dekret durch König Ludwig XVI. aufgelöst. Primäres Ziel der Armeereform waren finanzielle Ersparnisse und die Verschlankung des französischen Offizierkorps. Die französische Staatshaushalt sparte dadurch jährlich jedoch nur 5.000 Livres ein. Die Gardeeinheit bot sogar kostenfreien Dienst an, was aber ausgeschlagen wurde. Nach Rafe Blaufarb diente die problematische Lage des französischen Staatshaushalts als schlagendes Argument, um eine schwer konsensfähige Personalpolitik durchzusetzen. Die Gardes de la porte erlebten jedoch eine kurze Wiederbelebung durch König Ludwig XVIII. in der Zeit der sog. Ersten Restauration (1814–1815). Nach der Flucht des Königs vor dem aus Elba anrückenden Napoleon I. löste sich die Garde de la porte 1815 ein zweitesmal und diesmal endgültig auf.